# Speech Debelle
Speech Debelle es una rapera británica originaria del sur de Londres, Inglaterra, ganadora del Mercury Prize de 2009.

## Comienzos
Comenzó a escribir poesía a los nueve años y a los 13 ya rapeaba sus propias letras a pesar de que ella misma ha declarado no saber «si tenía mucho que decir cuando tenía 13 años».

## Speech Therapy (2009)
El álbum de debut de Debelle, Speech Therapy, salió a la venta el 31 de mayo de 2009 en Gran Bretaña, contando con el lanzamiento de tres singles «Searching», «The Key», y «Go Then, Bye».
Speech trabaja bajo el sello discográfico Big Dada Records. En agosto de 2009 actuó en el Glastonbury Festival de Inglaterra.